# Déconstruction (BTP)
Pour la déconstruction d'avions, voir Déconstruction aéronautique. Pour la pratique d'analyse de texte, voir Déconstruction.

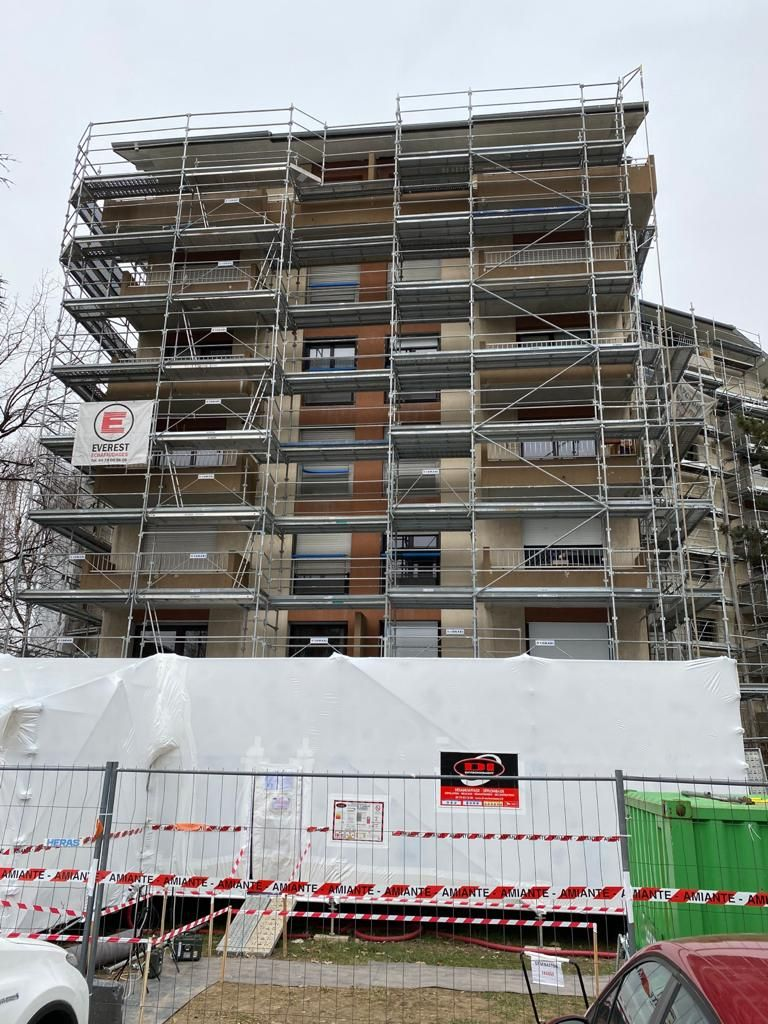
Chantier de déconstruction d'un bâtiment (France).

Dans le domaine du BTP et des déchets, la déconstruction désigne (par rapport à la démolition) une destruction sélective et réfléchie d'éléments bâtis, en vue d'en recycler ou réutiliser tout ou partie des matériaux.
Selon la définition du Larousse en 2004, l'objectif de la déconstruction est de « valoriser les déchets et de réduire les mises à la décharge ». Avec le déchet qui tend à devenir ressource, dans la perspective d'une économie plus circulaire, on observe un glissement (parfois plus sémantique que réel ? s'interrogent certains auteurs) de la filière démolition vers celle de la déconstruction.

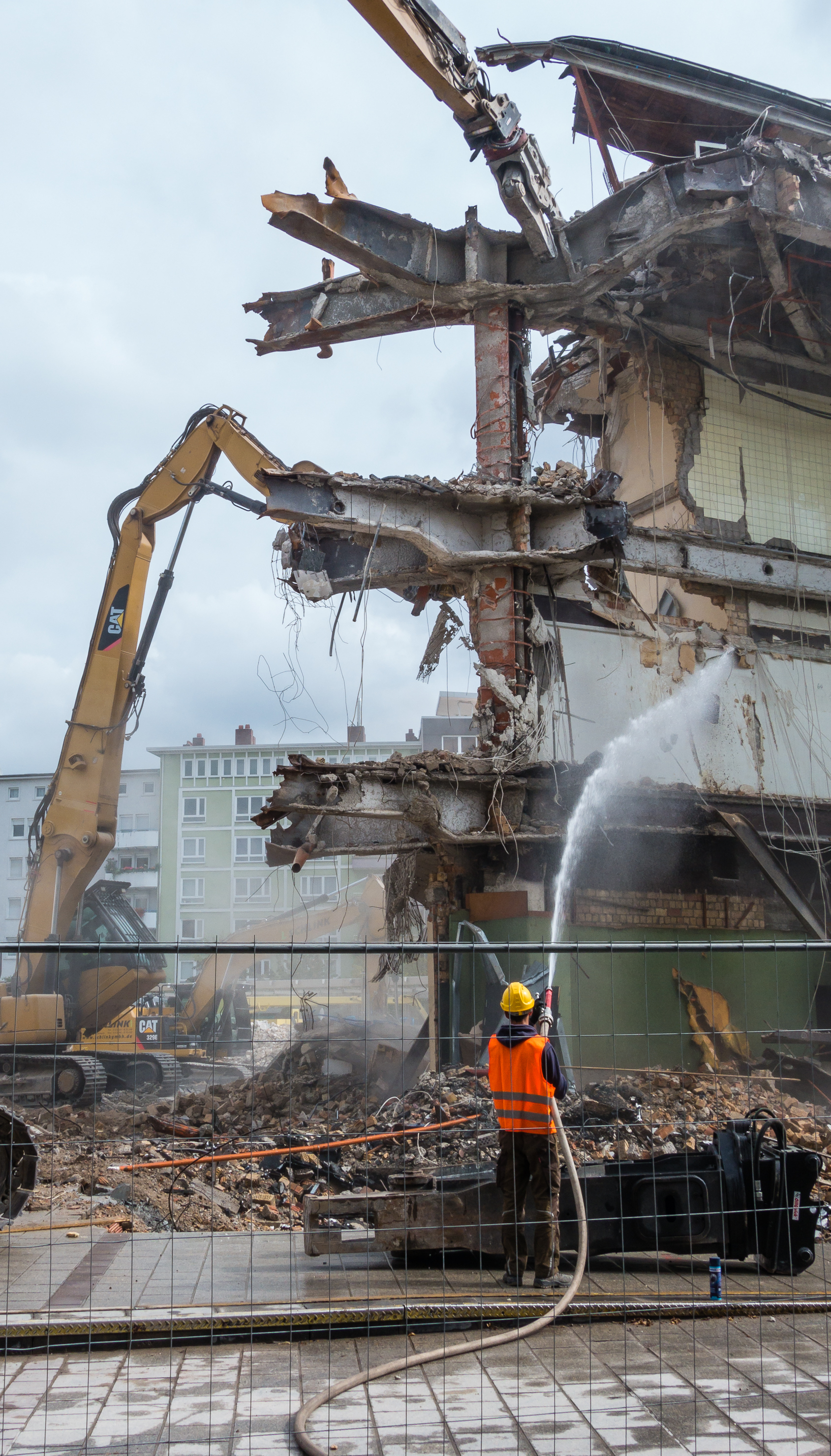
Déconstruction d'un bâtiment à ossature métallique.

La déconstruction nécessite un travail plus méticuleux que la démolition. Elle est faite par des entreprises et un personnel plus spécialisés, et disposant d'outils et d'engins permettant le démontage.
Dans un monde où les ressources naturelles (matériaux, énergies fossiles, eau propre, sable, foncier) se raréfient, la déconstruction devient un enjeu de soutenabilité. La déconstruction produit des matériaux porteurs de sens ou d'Histoire, utilisables en décoration d'intérieur ou extérieure. L'âge des matériaux et le processus même de déconstruction (ou les conditions de stockage, par exemple en cas d'exposition à la pluie ou à la boue) peuvent cependant les avoir fragilisés, salis ou structurellement endommagés.
Dans le futur, le BIM pourra faciliter la déconstruction,,.
Dans les années 2000, les progrès croisés de l'informatique (qui ont conduit au BIM) et des concepts et modèles de l'économie circulaire font envisager la possibilité de nouvelles approches « construction–reconstruction » (Built-to-rebuild), passant théoriquement par une déconstruction et une réutilisation quasi totale des composants du bâti, mais l'arrivée d'applications de l'impression 3D dans la construction vient à nouveau complexifier la donne.

## Histoire
Autrefois, divers éléments de construction tels que portes, fenêtres et charpentes (construites avec tenons et mortaises et maintenues par des chevilles de bois, sans clous) et parfois les pierres de taille, tuiles, etc., pouvaient être assez facilement déconstruits et réutilisés. Depuis l'antiquité au début du XXe siècle, la récupération de pierres et d'autres éléments de construction était courante et elle persiste dans les pays en développement. Il a même existé des voleurs de pierre, qui ont par exemple démonté de nombreuses pierres de gradins de théâtres antiques.
L'apparition des techniques modernes d'assemblage avec colles, clous, vis, mousses expansives, etc., ainsi que la généralisation du béton armé et l'utilisation de ciments très adhésifs ont rendu la déconstruction avec réutilisation directe pour un même usage plus difficile.
En 2014, un colloque consacré à l'histoire de la construction en France, a fait le point sur cette notion et ses évolutions récentes.

Sous la contrainte de l'évolution combinée des marchés et des normes, depuis les années 1970, les boules d'acier autrefois utilisées pour la démolition sont remplacés par des engins de déconstruction. Certains ont été adaptés au travail en intérieur de bâtiment.

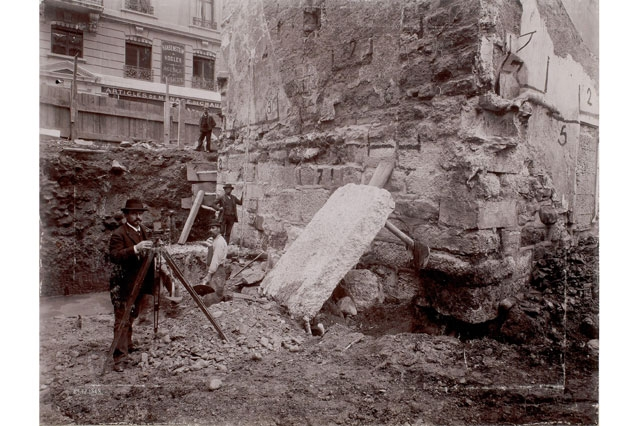
Un cas particulier (ancien et méticuleux) de déconstruction est celui de certains chantiers de fouilles (ici à Genève en 1897).

Sémantique : dans les années 2010, le mot « déconstruction » tend à remplacer le terme « démolition ». Cette évolution a toutefois surtout concerné la communication commerciale et institutionnelle. Une étude française de 2010 a montré que pour les années 2000-2010 le mot « déconstruction » a surtout été employé par des collectivités ou des entreprises communiquant avec le public. Le mot « démolition » restait dominant dans les entreprises elles-mêmes ; la presse quotidienne parlait d'abord de « démolition/démolir » (79 % des cas) puis de « destruction/détruire » (18 % des cas) avant d'employer les termes « déconstruction/déconstruire » ; 3 % des cas). Le mot « déconstruction » était plus présent (dans 14 % du lexique de la démolition) quand il concernait le logement social. La « déconstruction » tend à concerner les chantiers les plus techniques, « pointus » et correspondrait selon Anne-Françoise Garçon (2002), « à un anoblissement de la démolition ». Pour décrire une prise en compte encore plus poussée de l'environnement, on parle parfois de déconstruction HQE, par exemple pour la déconstruction de l'ancien hôpital de Douai.

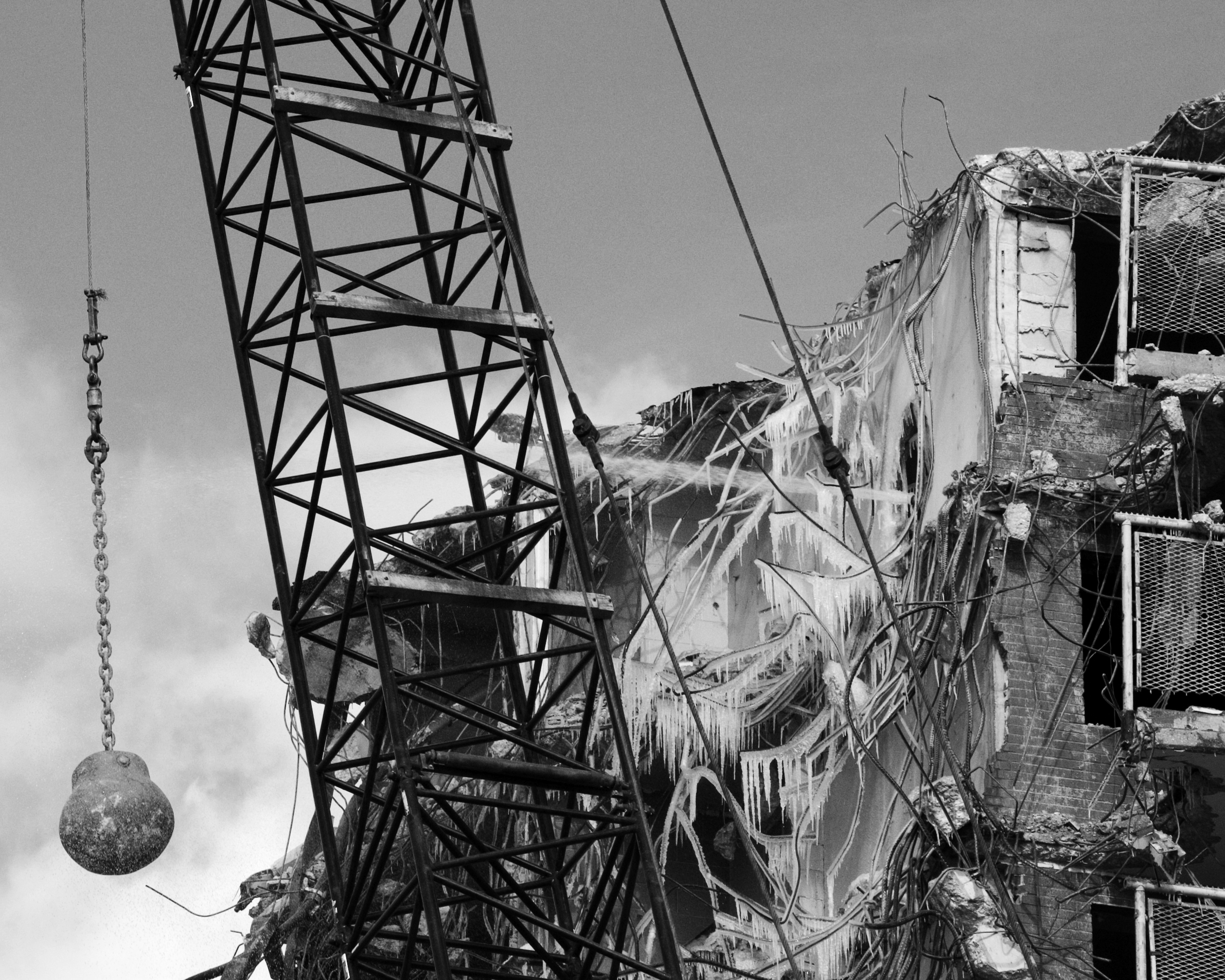
En Europe, les boules de démolition, très utilisées jusque dans les années 1970 cèdent la place à des engins plus précis. Elles sont encore utilisées aux États-Unis (ici en 2006 à Chicago).

Dans certains cas (en technique routière par exemple, sous réserve de quelques dosages chimiques [ex. : sulfates solubles] et analyses géotechniques préalables), le processus de déconstruction-reconstruction peut être quasi immédiat. Mais de manière générale une phase de pré-traitement et de stockage (voire de conditionnement) est nécessaire. L'Ademe estime en 2017 que les centres de pré-traitement sont amenés à se développer pour permettre la production de ressources secondaires (ou « matières premières de recyclage ») à partir de déchets (y compris déchets/ressources issus de la déconstruction).
En France, un projet DEMOCLES vise collaborativement (en s'appuyant sur des chantiers-test) à intégrer toute la chaîne des acteurs (de la maîtrise d'ouvrage aux industriels utilisant la matière recyclée) ; il a déjà permis (2016), de :
- lister des problèmes techniques et/ou économiques concernant la dépose sélective ;
- proposer un cadre de dépose sélective pour une mise en filière adaptée ;
- produire des recommandations pour les maîtres d'ouvrage et maîtres d'œuvre.

Une plateforme Produits, Equipements, Matériaux et Déchets (PEMD) a été créée par le CSTB avec l'aide de l’ADEME, pour les Maîtrises d’ouvrage concernées par le dispositif PEMD (diagnostic PEMD obligatoire avant certains chantier depuis juillet 2023, et récolement associé) pour mobiliser au plus tôt les filières de réemploi et autres formes de valorisation, grâce notamment à une carte des gisements.

## Enjeux

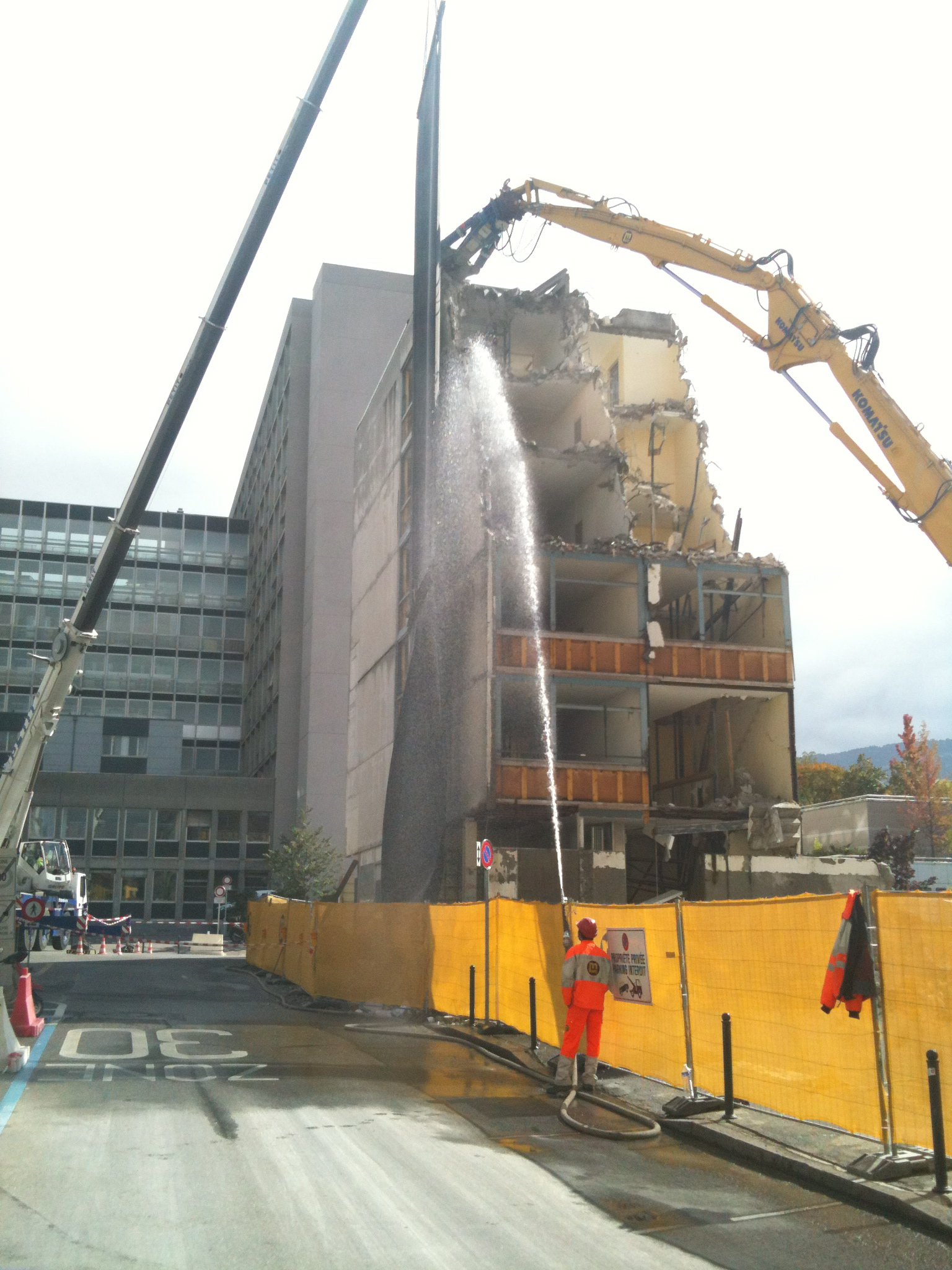
Chantier de déconstruction, phase de démolition de la structure du bâti par « grignotage », avec arrosage pour éviter les envols de poussières (qui dans le contexte de la déconstruction peuvent parfois contenir des restes d'amiante ou de plomb.

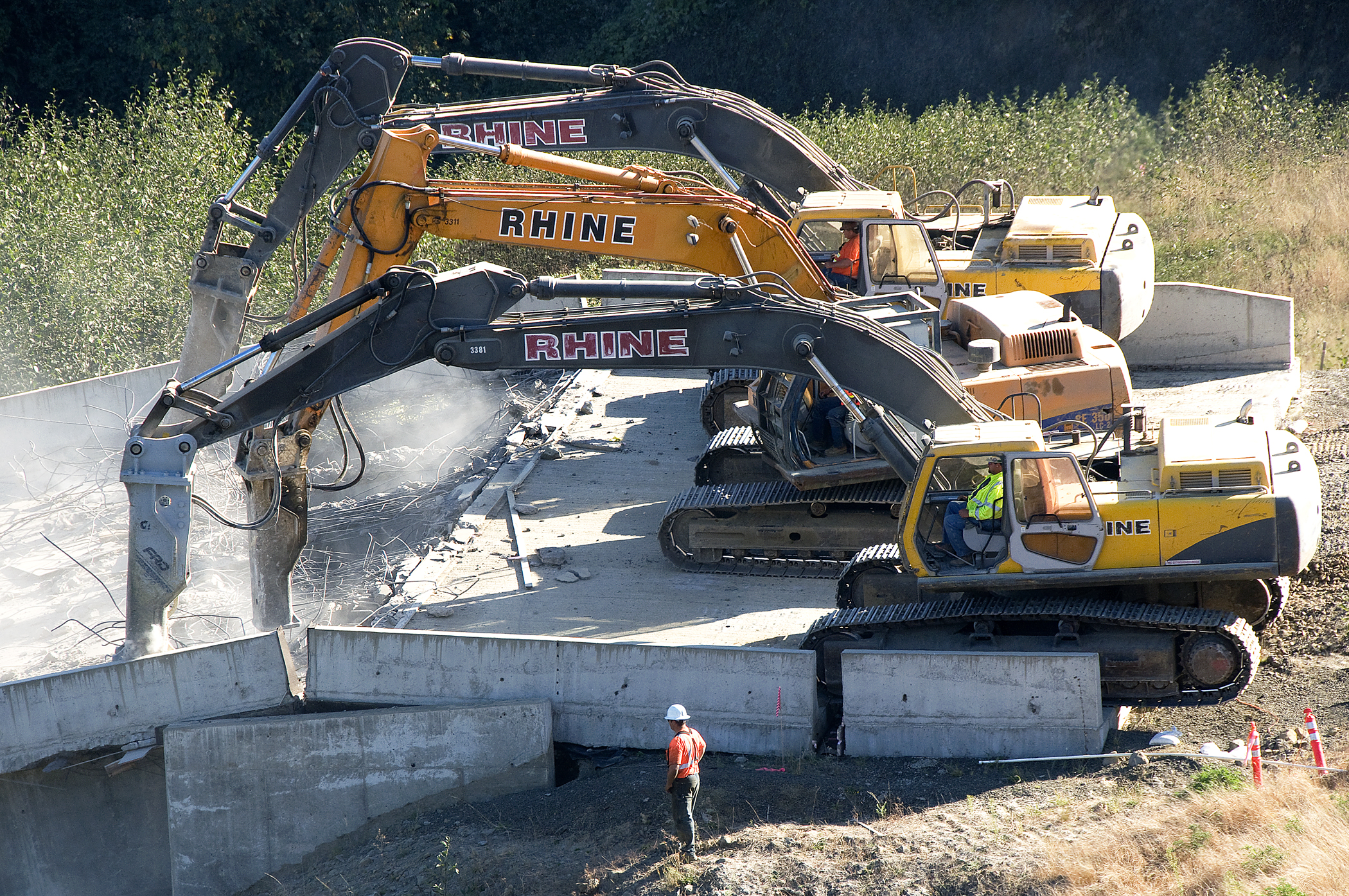
Déconstructin d'un pont, avec mise à jour du ferraillage qui pourra être recyclé, une fois séparé des gravats de béton.

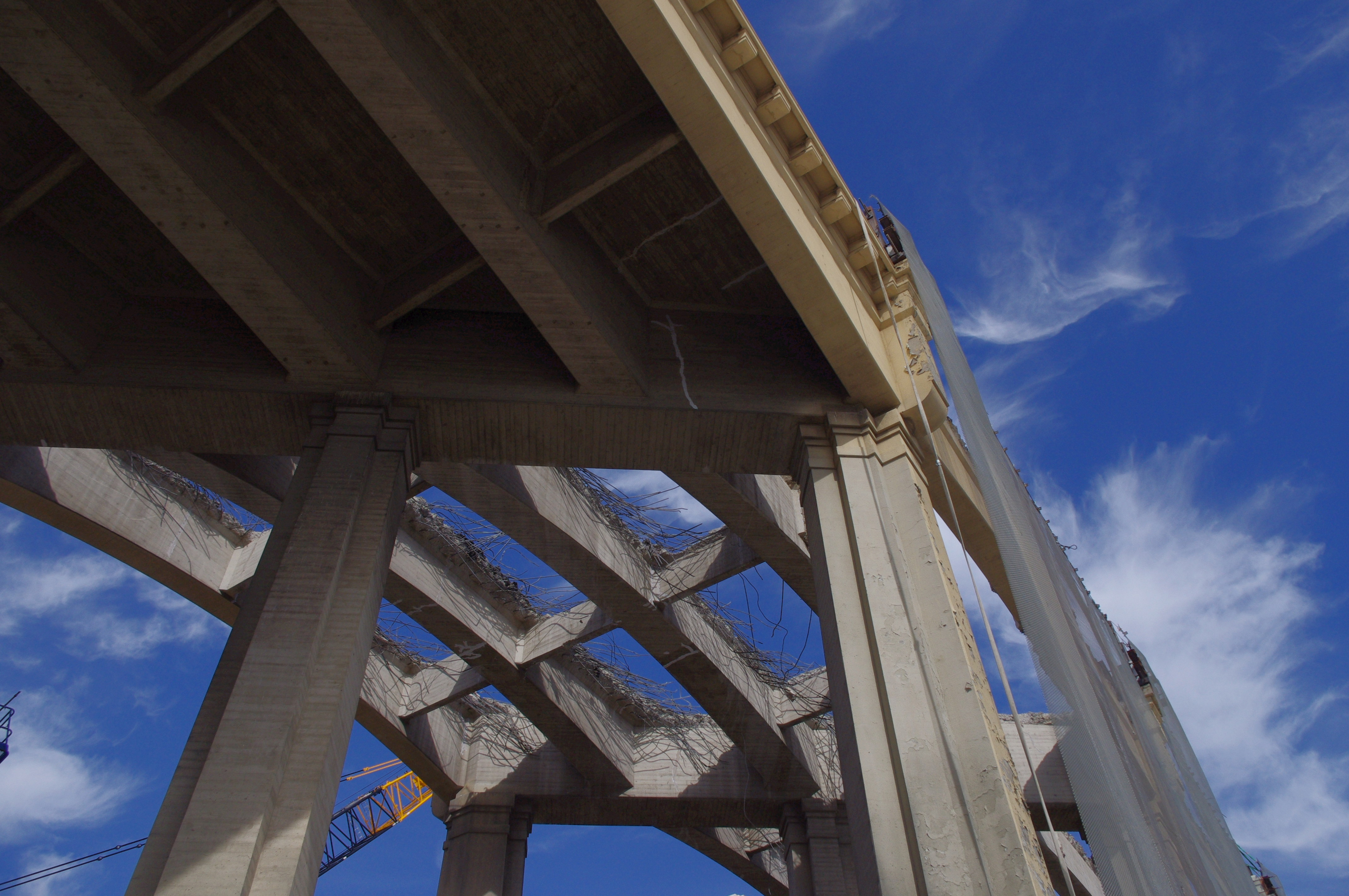
La peinture anti-rouille toxique (minium de plomb) des ponts métalliques compliquait leur démantèlement, mais les grands ponts de béton-armé présentent d'autres difficultés (ici en Californie).

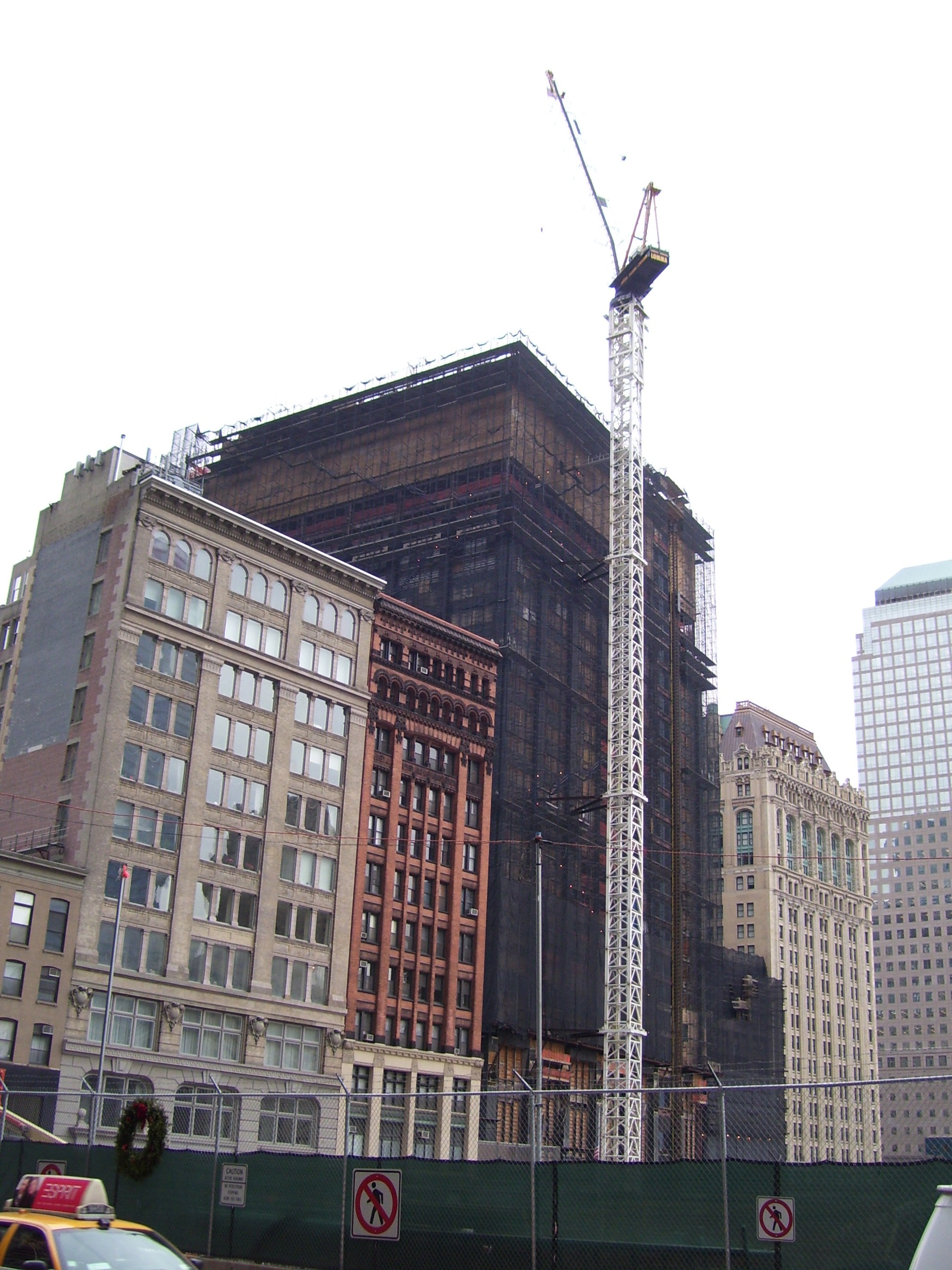
Chantier urbain de déconstruction (d'un immeuble de la Deutsche Bank, à New-York, en 2008).

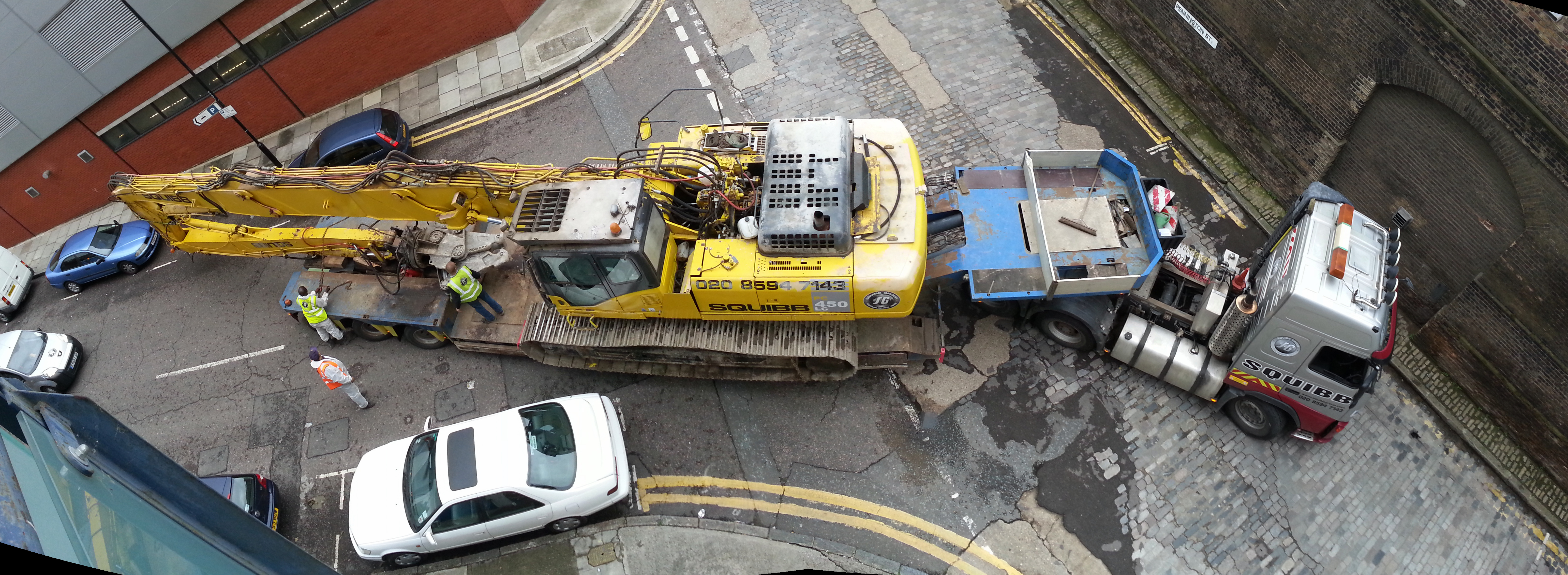
Transport en convoi exceptionnel d'une « grignoteuse ».

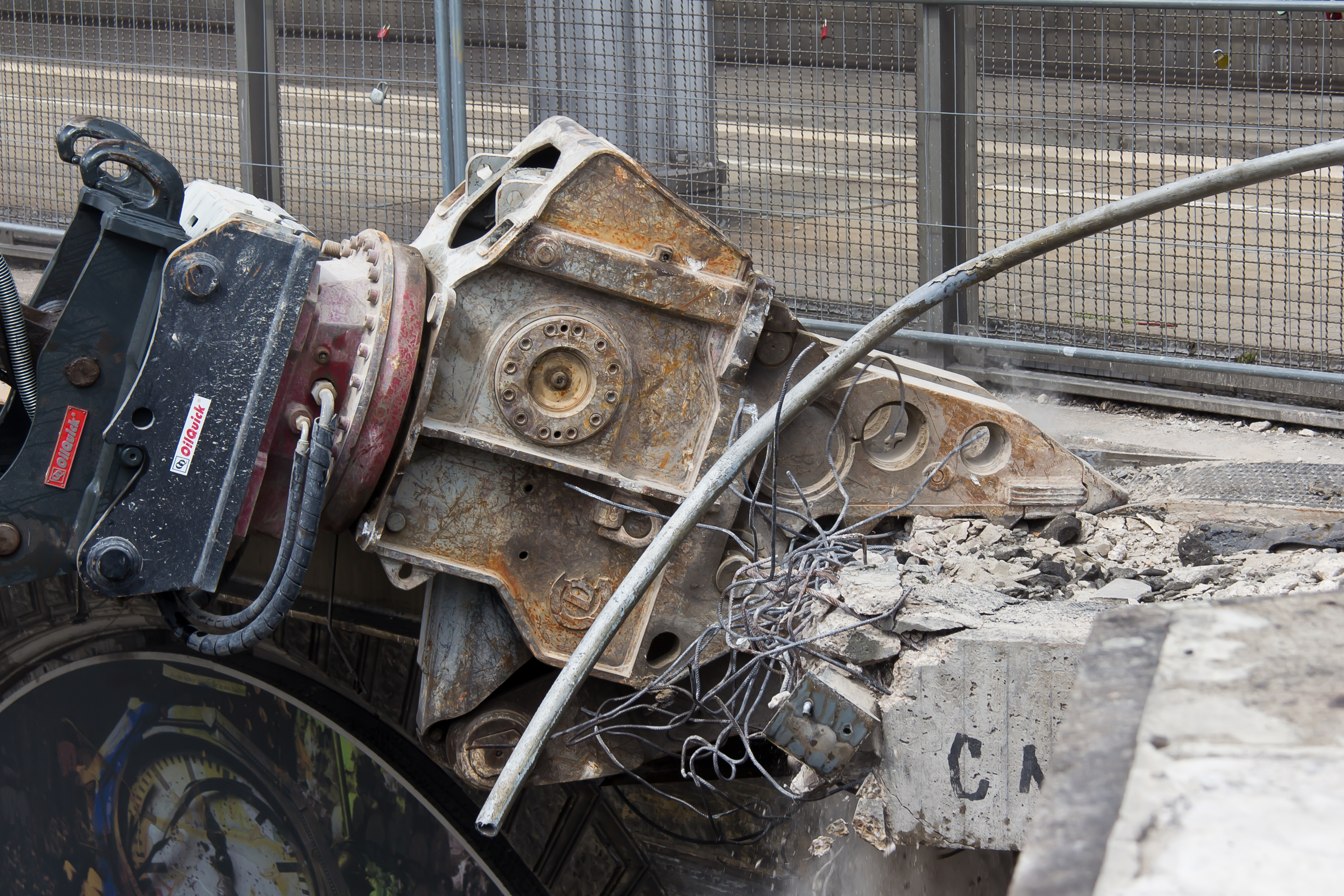
Détail d'une mâchoire hydraulique broyant du béton armé.

La déconstruction présente des enjeux environnementaux et économiques (verdissement du secteur de la construction qui est le second consommateur de foncier derrière l'agriculture et la sylviculture, et le premier consommateur de minéraux et métaux, et l'une des premières sources d'émission de gaz à effet de serre), tout en produisant une bonne moitié des déchets produits sur la planète.
Les enjeux sont aussi sanitaires (la déconstruction vise aussi à mieux isoler et gérer le plomb, l'amiante et les bois traités par des pesticides, tout en émettant moins de poussière) et éthiques (écoconception, lutte contre le gaspillage et contre les effets de l'obsolescence programmée…).
La déconstruction sous-tend un travail de diagnostic puis de démantèlement manuel beaucoup plus minutieux et donc plus lent. Cette « lenteur » est souvent peu compatible avec les délais brefs imposés par les propriétaires ou le souci de rentabiliser le temps des démolisseurs. Les matériaux récupérés (bois notamment) ont souvent été traités, peints, salis ou endommagés durant leur vie dans le bâtiment, puis par le démontage. Leur nettoyage et préparation à une réutilisation a également un coût souvent plus élevé que celui du sciage, rabotage et polissage d'un bois neuf.
De tous temps, les bâtiments en ruine ou abandonnés ont fait l'objet de pillage de matériaux, démontrant qu'ils ont une certaine valeur. La déconstruction ne sera toutefois commercialement rentable, dans un cadre légal, qu'avec — en aval — des filières viables de valorisation des objets et matériaux récupérés. Ceci implique des urbanistes, architectes, décorateurs d'intérieurs et artisans, collectivités ou propriétaires privés sensibilisés au réemploi, ainsi qu'une demande ou au moins une acceptation du public.
D'autres enjeux sont donc :
- d'adapter la formation (initiale et continue) car, comme le rappelle l'Ademe en 2003, dans le secteur du bâtiment comme dans celui des travaux publics, la déconstruction est « un nouveau métier »[22] ;
- de soutenir la recherche[23], tant dans le domaine de l'ingénierie que pour mieux identifier les freins sociopsychologiques ou juridiques[24] ;
- de lever les freins au réemploi, car au début du XXIe siècle les maîtres d'ouvrages freinent souvent la réutilisation de matériaux (par ignorance, ou pour des questions d'assurance, juridiques ou d'images[25] et d'acceptabilité)[26]. D'autre part la prévention et un tri poussé des ressources et déchets issus de la déconstruction sont loin d'être généralisés au sein des entreprises de démolition. Enfin, les cadres et outils de requalification des produits de réemploi, et de maîtrise des risques de sinistralité sont encore émergents[24].

La réutilisation des portes et fenêtres et de leurs huisseries a aussi été découragée d'une part par le fait que ces éléments ne répondaient plus aux exigences contemporaines de qualité d'isolation thermique et sonore, ou de fiabilité des serrures, et d'autre part que leurs formats ne correspondent souvent plus aux standards de la construction industrielle. Enfin le travail de démontage, décapage et rénovation des peintures, joints, vernis, etc., et de remontage, leur absence de garantie constructeur, etc., les rendent économiquement moins rentables ou moins attrayantes. Il existe au Japon une tradition ancienne de montage très solide (par emboitements complexes) de poutre et menuiserie sans clous ni chevilles dont pourraient s'inspirer les ossatures bois modernes, qui seraient alors démontables et réutilisables en fin de vie du bâtiment.
Il existe aussi des enjeux indirects pour la Recherche, via des retours d'expérience conduites à l'occasion du processus de déconstruction.
À titre d'exemple :
- accessoirement, un chantier de déconstruction (d'un bâtiment antique ou médiéval par exemple) est l'occasion pour les archéologues et historiens de découvrir ou étudier des méthodes de travail ou principes constructifs anciens ;
- récemment, la déconstruction d'un pont segmenté en béton pré-contraint (près de l'aéroport de Lauderdale) a permis à des chercheurs d'étudier in situ le degré de dégradation des câbles de contraintes noyés dans le béton de ce pont, mais aussi de tester plusieurs techniques d'évaluation de l'état de ce type d'infrastructures, dont via l'enregistrement acoustique de ruptures de torons de câbles, en cherchant à les localiser. Ici tous les cas de ruptures ont été détectés par des capteurs placés sur le pont, mais pas leur position précise[28].

## Processus
Le processus de « dépollution, curage, déconstruction/abattage » commence par un diagnostic préalable (ou « audit ») ; c'est le moment de l'identification des risques et — s'il s'agit de déconstruire un bâtiment — de préparation du « curage » du bâtiment.
L'audit s'appuie sur les archives, les témoignages et documents techniques disponibles. Il doit notamment identifier ce qui est caché et/ou dangereux dans le bâtiment (structures métalliques, ossature bois, réseaux électriques, d'eau et de gaz, cuves enterrées, anciens puits, etc.).
Dans certains cas (fondation ou parties basses sous le niveau de la nappe ou risques de migration de polluants), un système de pompage, voire une barrière étanche ou une jupe d'étanchéité périphériques, doit être installé à l'occasion du chantier, comme pour la déconstruction de l'ancienne Tour EDF-GDF à Issy-les-Moulineaux.
Gestion des déchets de chantiers

Cette étape doit avoir été préparée par une planification.

## Typologie

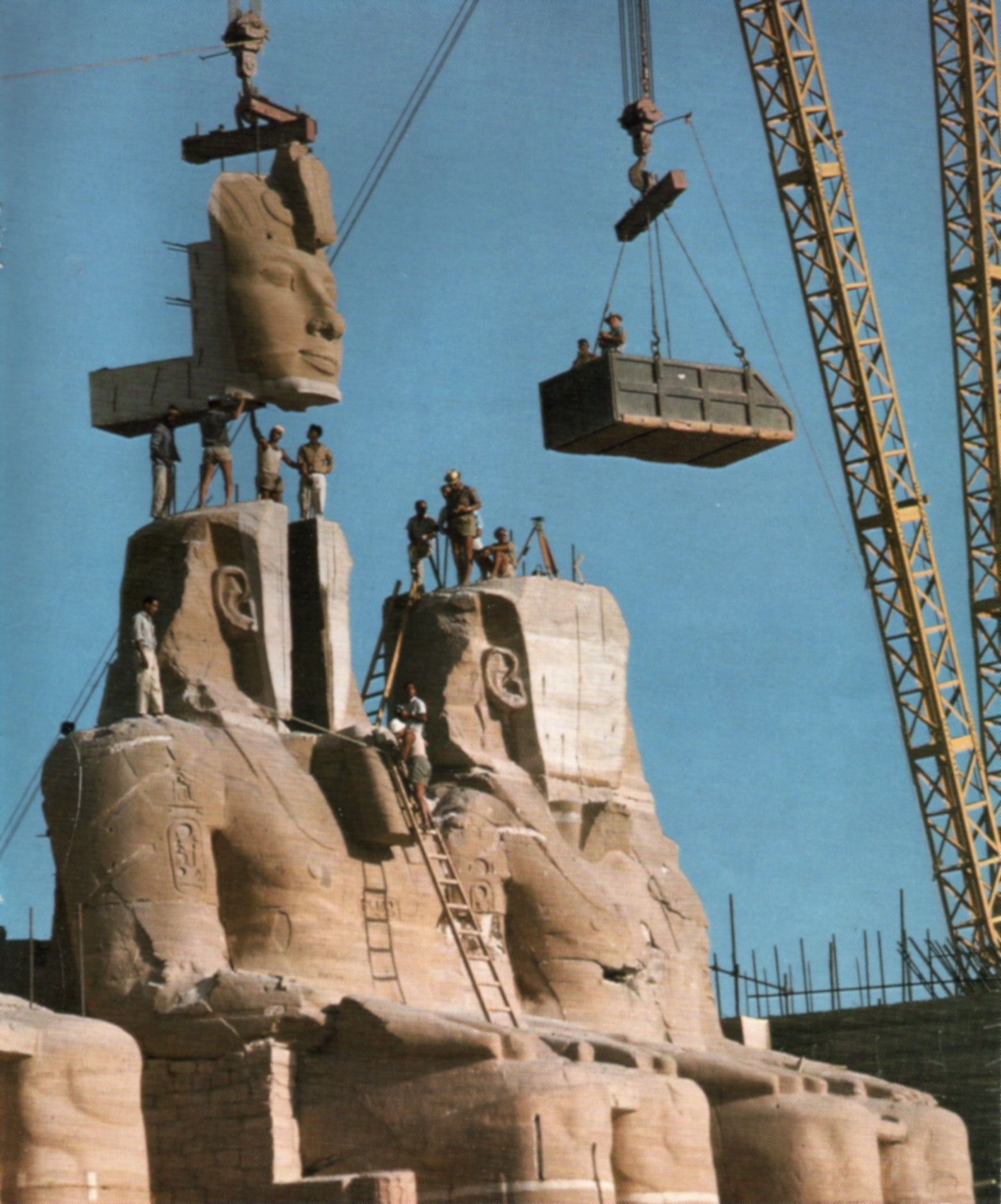
Déconstruction du grand temple d'Abou Simbel lors du sauvetage des deux temples, sous l'égide de l'Unesco.

La déconstruction peut concerner un quartier, un bâtiment commercial, une usine, une centrale nucléaire, voire un engin complexe et de grande taille (sous-marin, navire pour lesquels on parle néanmoins plutôt de démantèlement).
Une déconstruction peut être totale ou partielle (et dans ce dernier cas faire partie d'un processus de réhabilitation, qui peut éventuellement réutiliser (pour un même usage ou non) une partie des matériaux déconstruits.

## Problèmes particuliers
Des problèmes particuliers peuvent se poser dans certains contextes, par exemple liés à :
- un contexte très urbain. Le chantier doit être géré de manière à réduire au maximum les nuisances de type bruit, poussière, encombrement, présence d'engins et le risque pour les riverains ;
- la hauteur. C'est le cas par exemple pour des gratte-ciels, ou lors de la déconstruction d'un pont suspendu (ex Pont de Térénez en France)[34] ;
- l'eau. À titre d'exemple, la déconstruction d'une jetée ou d'un quai portuaire peut être compliquée par les marées, les courants ;
- la radioactivité. La déconstruction en Bretagne de l'ancien site nucléaire de Brennilis[35], ou des installations de la centrale nucléaire de Fukushima Daiichi sont deux exemples ;
- la valeur patrimoniale d'un bâtiment (historique, archéologique, architecturale, etc.). Un exemple emblématique d'opération de sauvetage a été celui de la déconstruction et reconstruction plus en hauteur, de 1960 à 1968[36],[37] des deux temples d'Abou Simbel, pour leur éviter d'être noyés sous les eaux du lac Nasser après la construction du haut barrage d'Assouan (sur le Nil)[38]).

## Réglementation
Depuis les années 1970, alors que l'obsolescence (programmée ou non) progressait, de même que la démographie mondiale ; pour réduire la prolifération des déchets et ses impacts environnementaux, dans le monde entier des lois et règlements ont commencé à imposer une part de recyclage et/ou réutilisation de matériaux issus des démolitions.
Dans le droit, la déconstruction relève généralement principalement des dispositions cadrant la démolition. Les règles se font plus précises en termes de gestion des déchets, de sécurisation des chantiers et de protection des personnels, au-delà parfois des dispositions classiques (personnel formé et équipé d'EPI ; bouchons d'oreille, lunettes ou écran facial contre les projections, masque anti-poussière, bottes de sécurité, gilets « haute visibilité » ; extincteurs et matériels de premiers secours opérationnels et disponibles, etc.). Ces dispositions concernent notamment un tri plus poussé des déchets, leur transport (et traçabilité le cas échéant) notamment pour les déchets dangereux (amiante, plomb, restes d'hydrocarbures, etc.).
En France, la législation a lentement évolué via son entrée « déchets », avec par exemple la prise en compte progressive du plomb et de l'amiante, et en évoluant progressivement vers un tri obligatoire des gravats issus de démolition. À partir des années 2000, l'obligation de tri et recyclage de certains déchets de démolition progresse (déchets inertes, non dangereux assimilés à des déchets ménagers et dangereux), en cohérence avec la directive-cadre 2008/98/CE. Puis la Loi de transition énergétique intègre une disposition européenne voulant qu'avant 2020, 70 % des déchets du bâtiment soient valorisés (réutilisés, recyclés ou valorisés énergétiquement), y compris pour le déchet-bois désormais soumis à la responsabilité des producteurs ou détenteurs de déchets (qui doivent donc mettre en place un tri des déchets à la source et une collecte séparée).
Dans le cas d'activités dangereuses (dans le domaine industriel, militaire et/ou nucléaire par exemple), les opérateurs doivent maintenant inclure un volet « déconstruction » dans leur déclaration ou demande d'autorisation de cessation d'activité et parfois provisionner les sommes nécessaires. Entre 2016 et 2018, les plans départementaux de gestion des déchets (et le « plan départemental de gestion des déchets du BTP ») seront remplacés par les PRPGD (Plan régional de prévention et de gestion des déchets) qui insistent sur la prévention des déchets, dans une perspective d'économie circulaire et d'une économie bas-carbone. Le Grenelle de l'environnement a fixé des objectifs d'économie de ressources, de réduction de consommation d'énergie, d'émissions de CO2, l'optimisation des transports et la limitation de mise en décharge.
Les poussières de démolition contiennent beaucoup de silice (en cas de meulage notamment), or ce minéral est depuis 2002 classé cancérogène par le CIRC. Un arrêté du 26 octobre 2020, a modifié la valeur limite d'exposition professionnelle (VLEP) pour la silice cristalline alvéolaire : elle passe de 0,3 mg/m³ à 0,1 mg/m³. Les démolisseurs doivent utiliser des équipements de protection individuelle adaptés à cette norme (masque et systèmes de ventilation..)
Aux États-Unis, la Nuclear Regulatory Commission autorise la vente de centrales nucléaires en fin de vie à des entreprises spécialisées dans leur démantèlement, qui se financent sur les fonds dédiés à la déconstruction. Ainsi, la société américaine Holtec a racheté en 2019 la centrale d'Oyster Creek (New Jersey) à Exelon et celle de Pilgrim (Massachusetts) à Entergy, avec qui elle négocie également le rachat des trois réacteurs d'Indian Point, à soixante kilomètres au nord de New York. Energy Solutions a racheté les centrales de Zion (Illinois) et La Crosse (Wisconsin), puis en 2019 le réacteur numéro deux de Three Mile Island (Pennsylvanie), théâtre en 1979 du plus grave accident nucléaire aux États-Unis. NorthStar a racheté en 2019 à Entergy la centrale de Vermont Yankee, en partenariat avec le français Orano, pour mille dollars, en récupérant environ cinq cents millions de dollars du fonds de démantèlement.

## Quelques chiffres
Les tonnages en jeu et les effets en termes d'empreinte carbone, d'empreinte eau et d'empreinte écologique sont a priori considérables.
Dans le monde en 2015, l'industrie de la construction était responsable de la production d'au moins la moitié des déchets solides produits et d'une part importante des déchets gazeux (via les énergies fossiles utilisées pour produire le ciment, les briques/tuiles et le plâtre essentiellement).
En France en 2007, le BTP produisait près de 250 millions de t/an de déchets, provenant à 85 % des travaux publics (plus de 215 Mt/an) devant le bâtiment (38 Mt/an). Dans ce bilan la démolition générait 65 % de tonnages, devant la réhabilitation (28 %) et la construction (7 %). La démolition produit surtout des déchets réputés inertes (93,6 % du poids total des déchets) alors que les « déchets dangereux » et/ou « non inertes et non-dangereux » ne comptent respectivement que 0,6 % et 5,8 % du poids total (constituant toutefois des volumes et tonnages très significatifs). En 2024, le secteur du bâtiment produit 43 millions tonnes/an de déchets, dont 31 millions pour le gros oeuvre et 12 millions de t/an pour le second oeuvre.
La réincorporation de MPR (matière première recyclée) et d'objets par le BTP reste très modeste par rapport au potentiel : d'après les bilans du recyclage régulièrement publiés par l'Ademe, et selon le Bilan National du Recyclage (BNR) 2005-2014 publié en 2017. Les granulats issus de la démolition/déconstruction sont quantitativement les ressources les plus recyclées.
Allonger la durée de vie d'un grand immeuble urbain en béton (en le réhabilitant le cas échéant) peut induire des économies d'énergie plus importantes que le reconstruire en valorisant au mieux les matériaux de déconstruction.

## Freins
Si on n'internalise pas dans les analyses économiques les coûts environnementaux de tout le cycle de vie des matériaux et de la construction, la déconstruction apparait beaucoup plus coûteuse que la démolition : 17 à 25 % de plus au début des années 2000 dans le contexte socioéconomique du Massachusetts (selon une analyse comparative publiée en 2005), avec dans ce cas comme facteurs de coût, par ordre décroissant d'importance :
- le coût de main-d'œuvre (cf. productivité ou taux horaire) ;
- le coût d'élimination (redevances ou taxes de déversement, coût de manutention et de transport) ;
- la valeur de revente des « matériaux déconstruits » (très variable selon les contextes)[47].

Dans les pays émergents où la main-d'œuvre est moins chère, la récupération apparait bien plus rentable.
Quand on internalise les économies faites en termes d'empreinte carbone, d'empreinte eau et d'empreinte énergétique et écologique, la récupération apparait plus rentable. Et si les constructions étaient écoconçues pour être facilement démontable, l'opération deviendrait alors très rentable.
D'autres freins que les coûts directs, et notamment des freins réglementaires (éléments récupérés non normés) et sociopsychologiques existent aussi (la déconstruction/réutilisation a une image parfois négative, peut-être parce qu'associée à celle des bidonvilles).

## Prospective
Dans le cadre d'une économie se voulant plus circulaire et moins insoutenable, la déconstruction semble amenée à se systématiser voire à devenir obligatoire. Cependant des progrès sont encore à faire pour passer de cette théorie à la pratique. La déconstruction accompagnera peut-être aussi une évolution vers l'« architecture réversible » qui rendrait la destruction de bâtiments moins rapidement et moins souvent nécessaires, au profit d'une économie de ressources.
L'impression 3D de bâtiments entiers et d'infrastructures de type routes, ponts, rails de sécurité, murs anti-bruit, etc., semble devoir se développer, ce qui réinterroge les possibilités futures de déconstruction. Les premiers bâtiments imprimés en 3D poseront probablement problème en fin de vie, car ils ne semblent pas avoir intégré la facilitation de leur future déconstruction (avec récupération des matériaux et des composants). La « théorie des enveloppes multiples » pourrait leur être associée ; les interfaces entre enveloppes doivent alors devenir des « points de déconstruction », tout en tenant compte que ces « couches » sont aussi « temporelles » (car plus ou moins longévives)). Craven, Okraglik et Eilenberg attirent l'attention sur le fait qu'une impossibilité de séparer les enveloppes et couches d'un bâtiment pourra entraîner une défaillance du bâtiment entier dès lors que la première couche ne remplira plus son rôle, impliquant un remplacement total du bâtiment, ce qui « défie tous les principes de la soutenabilité écologique».
Des études de risques et de danger spécifiques sont faites pour l'industrie nucléaire, avec en France une série de démantèlements inaugurés par celui du site de Brennilis, dont les retours d'expérience permettront d'affiner les cahiers des charges des futurs chantiers.
Certains matériaux (briques, tuiles, poutres et éléments de planchers ou d'ossature bois) présentent un potentiel de valorisation comme « ressources secondaires ». Ils sont néanmoins peu réutilisés car souvent endommagés (par le temps d'une part ; puis par les techniques actuelles de démolition : foudroyage par explosion, basculement ou grignotage mécanique, moins dommageables que l'antique boule d'acier et que l'explosif depuis les années 2000/2010, mais qui dégradent quand même de nombreux matériaux tels que par exemple les planchers et boiseries trop rapidement arrachées). Valoriser les gravats difficiles à trier ou les déchets de plâtre (autre que sous forme de plaques) reste difficile.
L'importance cruciale de l'écoconception fait consensus, mais de nombreuses études pointent aussi les rôles et responsabilités de la chaine des professionnels : de la conception (urbanistes, architectes, architectes paysagistes, architectes d'intérieurs) aux artisans en passant par les fabricants et négociants de matériaux et de mobilier, de planchers, huisseries, etc.,,.
À l'Université technique d'Eindhoven, de Vries et al. en 2016 proposent de nouveaux indicateurs de la soutenabilité de la construction, qui incluent notamment un degré de « déconstructibilité ».
On cherche aussi à améliorer l'efficience et la sécurité des futurs chantiers de déconstruction.

### Démolition robotisée
La robotique (imprimantes 3D géantes y compris) est entrée dans le domaine du terrassement, et de la construction et du préfabriqué.
Dans les années 2000, des chercheurs annoncent aussi des déconstructions robotisées sobres en énergie, non-dangereuses et automatisées et mises en œuvre par des « robots de démolition », spécialisés ; « Abbruchroboter » en allemand). Des robots sont marginalement utilisés dans les environnements hostiles (en zone de conflits, de danger, d'accident nucléaire) et des machines télécommandées de démolition sont disponibles sur le marché (y compris des modèles simples, en location pour des particuliers).
Théoriquement, le robot permet un démantèlement plus précis avec moins de déchets, et il peut améliorer le tri des déchet ; il peut être programmés pour découper et désassembler avec une grande précision et une plus grande sécurité, surtout pour des tâches dangereuses (démontage en hauteur, manipulation de matériaux lourds, travail sur sol fragile, etc.) ou complexes (ex : démontage couche par couche d'un élément multicouche).) ; il est apte aux tâches répétitive et précise, et peut travailler dans le noir ou avec peu de lumière, sous l'eau, etc.. Il pourrait par exemple permettre de récupérer des morceaux de murs entiers. Il peut aussi modifier des ouvertures ou des constructions avec un démontage automatisé d'éléments multicouches de plancher, de mur intérieur, de toiture, de façade (y compris en présence de mousses expansées à récupérer pour un recyclage efficace qui implique une pureté des matériaux récupérés, pour une réutilisation directe (panneau isolant...).
Dans les faits le robot est couteux, et il est exposé à des conditions météorologiques et de chantier difficiles, à des charges lourdes, des virations, l'empoussièrement, des chocs et à des matériaux durs qui impliquent des actionneurs robustes et hautement fiables. Ceci fait que les machines de construction/démolition sont encore presque toujours porteuses d'outils simples (marteau hydraulique par exemple) et contrôlées (directement ou à distance) par des humains. Les robots de démotion sont aussi limités par les capacités de leurs capteurs (en atmosphère empoussiérée par exemple) et de l'intelligence artificielle, ; mais ces deux facteurs pourraient d'évoluer rapidement, notamment avec la diffusion de la 5G . La recherche porte aussi sur les processus agile permettant à un tel robot de s'adapter à l'environnement changeant et détructuré des lieux en (dé)construction.
Les impacts socio-environnementaux sont aussi à prendre en compte

### Démolition avec découpe laser, plasma, lance thermique…
Ces usages sont encore des usages de niche ; ils utilisent des outils sont dangereux, et les coupes génèrent des gaz et nanoparticules toxiques.
Quelques entreprises disposent de laser ou fibre laser suffisamment énergétiques et portables pour découper des éléments construits, béton y compris (ex. : la société « Cutting Edge Demolition » aux Etats-Unis, « Lasertec » en Allemagne, en Italie ou bientôt la start-up française « Laser Demolition »).
Le laser permet de viser les points de faiblesse des structures, avec bien plus de précision que la démolition robotisée, et avec moins de déchets en fin de chantier. Il permet aussi de découper certaines pièces avec précision pour un réusage à la demande. Une étude japonaise publiée dans la revue Applied Sciences intitulée « Using a High-Power Fibre Laser to Cut Concrete » (« Utilisation d'un laser à fibre de haute puissance pour découper du béton ») a porté sur l'utilisation d'un laser à fibre portable pour découper du béton montrant que les lasers CO2 et à fibre sont globalement comparables des bétons d'une épaisseur de 20 cmm et pour divers types de densité de bétons. Le bruit et la poussière sont évités, mais la silice et les métaux vaporisés dans l'air ne doivent pas être inhalés.
La découpe au plasma utilise un jet de gaz ionisé par un arc électrique d'environ 18 000 °C pour fondre et expulser le matériau (métal en général) de la coupe.

### Le cas du béton
La R&D porte aussi sur la déconstruction des murs et autres éléments de béton armé (ponts notamment), et sur les effets des modalités de broyage du béton armé ; dans ce cas, la déconstruction tirerait profit de bâtiments construits avec des éléments préfabriqués réutilisables. De tels éléments doivent avoir été éco-conçus pour être plus facilement désassemblés.
À ce jour, le béton est essentiellement recyclé sous forme de gravât broyé en agrégats, : la manière de concasser le béton de démolition influe sur les capacités de lixiviation des futurs agrégats qui vont alors plus ou moins facilement relarguer le calcium, les sulfates, les carbonates, le potassium, l'aluminium et la silice qu'ils contiennent, or un nombre croissant de bétons incorporent des cendres volantes pouvant contenir des contaminants métalliques.

### Contexte climatique
Les prospectivistes et assureurs s'attendent à une augmentation des catastrophes naturelles d'origine climatique ou liées à des constructions en zone à risque. Ceci invite à anticiper les besoins de démolition/reconstruction à la suite de telles crises (thème qui doit être en France pris en compte par les PRPGD). Diverses études ont porté sur le cas particulier de la déconstruction post-catastrophe (après une guerre, un séisme, un tsunami, un accident nucléaire comme celui de Fukushima, etc.),.

### Architecture réversible?
Enfin une solution intermédiaire est en cours de test avec une architecture réversible pouvant plus facilement être convertie pour un autre usage (un bâtiment réversible pouvant passer d'usages de bureaux, vers un usage tertiaire, d'enseignement ou d'habitation et inversement).

#### En français
- ADEME (2012), Étude sur le prix d'élimination des déchets inertes du BTP. Réalisée pour le compte de l'ADEME par PÖYRY SAS.
- Briere, R., Feraille, A., Baverel, O., Le Roy, R. et Tardivel, Y. (mars 2015), Comparaison des bilans environnementaux de deux types de démolition. In Journées de l'AFGC 2015.
- Bourgue P.E (2013), Réflexion sur la réemployabilité des matériaux issus de chantiers et sur une plateforme de recyclage de ces matériaux (Doctoral dissertation, INSA de Strasbourg), résumé.
- EcoDDS (2017), Bilan d'activité 2016, EcoDDS
- Mongeard, L. et Veschambre, V. (janvier 2014), Éléments pour une histoire de la déconstruction : évolutions en matière de démolition de l'habitat social (agglomération lyonnaise : 1978-2013). Dans Deuxième congrès francophone d'histoire de la construction.
- Mongeard L (2014), De la déconstruction au recyclage des déchets produits : analyse de la filière démolition dans l'agglomération lyonnaise. Dans Journée technique « Recyclage et BTP », novembre, résumé.
- Travaux de démolition déconstruction - Livret de l'accueillant, réf. D8 G 01 12, mis à jour le 27/10/2017. Mortgat, B. (2004), Déconstruction bâtiments : Retours d'expérience, Environnement & technique, (240), 25-28. Pitre, M. (2008), Gestion intégrée des matières résiduelles provenant de l'industrie de la construction de bâtiments, Doctoral dissertation, École de technologie supérieure.
- Piron, O. (1996), Urbanisme et aménagement, déconstruction, reconstruction. Vers un nouvel urbanisme, faire la ville comment.
- Tétrault, M. (2008), Concept et prototype d'un outil guidant la conception
- Ventura A, Bebien S, Jullien A et Monéron P. (2003), Émissions gazeuses lors des phases de déconstruction, reconstruction et transport associées au chantier de la RN 76, rapport LCPC. TGCE/CDD/2003-03.

#### En anglais
- Abdullah A et Anum ba C.J (2003), Decition Tools for Demolition Techniques Selection, CIB World Proceedings of the 11th Rinker International Conference, Floride, États-Unis, p. 55-72
- Adams, K.T., How Do You Identify the Best Practicable Environmental Option for Construction and Demolition Waste?, CIB World Proceedings of the 11th Rinker International Conference, 2003, Floride, États-Unis, p. 226-238
- Ajayi, S. O., Oyedele, L. O., Akinade, O. O., Bilal, M., Alaka, H. A., Owolabi, H. A. et Kadiri, K. O. (2017), Attributes of design for construction waste minimization: A case study of waste-to-energy project, Renewable and Sustainable Energy Reviews, 73, 1333-1341, résumé
- Akinade, O. O., Oyedele, L. O., Omoteso, K., Ajayi, S. O., Bilal, M., Owolabi, H. A., … et Looney, J. H. (2017), BIM-based deconstruction tool: Towards essential functionalities, International Journal of Sustainable Built Environment.
- Akinade, O. O., Oyedele, L. O., Ajayi, S. O., Bilal, M., Alaka, H. A., Owolabi, H. A., … et Kadiri, K. O. (2017), Design for Deconstruction (DfD): Critical success factors for diverting end-of-life waste from landfills. Waste Management, 60, 3-13.
- Avci, O. et Barsottelli, M. (2017), Nonexplosive Deconstruction of Steel Girder Highway Bridges, Journal of Performance of Constructed Facilities, 31(2), 04016087, résumé.
- Colledge, M. et Wilder, L. (2008), Direct from ATSDR: Construction and Demolition (C&D) Landfills: Emerging Public and Occupational Health Issues, Journal of Environmental Health, 71(2), 50-53 (résumé).
- Chini A.R et Acquaye L (2001), Grading and Mechanical Properties of Salvaged Lumber, CIB World Building Congress- Deconstruction Meeting, Wellington, New Zealand, p. 138-161
- Chini A.R et Nguyen H.T (2003), Optimizing Deconstruction of Lightwood Framed Construction, CIB World Proceedings of the 11th Rinker International Conference, Floride, États-Unis, p. 311-321
- Dantata, N., Touran, A. et Wang, J. (2005), An analysis of cost and duration for deconstruction and demolition of residential buildings in Massachusetts. Resources, Conservation and Recycling, 44(1), 1-15, résumé.
- Endicott, B., Fiato, A., Foster, S., Huang, T., Totev, P. et Horvath, A. (2005), Research on building deconstruction, CE 268E Final Report, Department of Civil and Environmental Engineering, Engineering and Project Management, University of California, Berkeley, CA.
- Hübner, F., Hübner, F., Volk, R., Volk, R., Kühlen, A., Kühlen, A., … et Schultmann, F. (2017), Review of project planning methods for deconstruction projects of buildings. Built Environment Project and Asset Management, 7(2), 212-226, résumé.
- Iacovidou, E. et Purnell, P. (2016), Mining the physical infrastructure: Opportunities, barriers and interventions in promoting structural components reuse. Science of the Total Environment, 557, 791-807.
- IŞIK, A. (2003), Disassembly and re-use of building materials: a case study on salvaged timber components [PDF], dissertation doctorale, Middle East Technical University, 113 p.
- Van Wyk, L. V. (2010), Green building handbook volume 3: Demolish or deconstruct. Alive2green Publishers.
- Webster, M. et Costello, D. (2006), Designing structural systems for deconstruction.
- M.D. Webster, Structural Design for Adaptability and Deconstruction: a strategy for closing the materials' loop and increaing building's value, New Horizons and Better Practices, 2007.
- Yarnold, M., Salaman, S. et James, E. (2017), Deconstruction monitoring of a steel truss bridge, Transportation Research Record: Journal of the Transportation Research Board, (2642), 139-146.

#### Guides et notes techniques
- Ademe « Déconstruire les bâtiments » (guide de l'ADEME).
- Commission européenne (2016), Protocole européen de traitement des déchets de construction et de démolition, septembre 2016.
- ESITC Cachan, FNTP, ADEME (2012), Étude de caractérisation des matériaux alternatifs en technique routière. Convention 1106C0014. 46 p.
- ESITC Cachan, Eurovia Management, MRF agence DLB, ADEME (2014), Diagnostic rapide et environnemental applique aux matériaux recycles issus du BTP (DREAM). Rapport bibliographique. Convention 1206C0068. 62 p.
- ESITC Cachan, Eurovia Management, MRF agence DLB, ADEME, (2014), Diagnostic rapide et environnemental applique aux matériaux recycles issus du BTP (DREAM). Rapport final. Convention 1206C0068. 238 p.
- IDRRIM (2011), Note d'information no 22 : Classification et aide au choix des matériaux granulaires recyclés pour leurs usages routiers hors agrégats d'enrobés, février, 12 p.
- SETRA (2011), Acceptabilité de matériaux alternatifs en technique routière. Évaluation environnementale, 32 p.
- VTT, WP 2.1 Guidance for design for deconstruction.
- Gouvernement australien (2011), Construction and demolition waste guide – recycling and re-use across the supply chain [PDF] (Prepared by Edge Environment Pty Ltd for the department), 58 p.